# 擲骰
骰子為一種桌上角色扮演遊戲常見的亂數判定方式，在桌上角色扮演遊戲裡頭D代表骰子(dice)，D後面的數字代表骰子的面數，而D前面的數字代表這個判定要使用的骰子數。如3D6代表丟3顆6面骰、2D20代表丟2顆20面骰，骰子種類包括D4、D6、D8、D12、D20以及2顆D10。所謂的D100判定並不需要拿1顆真正的100面骰，而是用2顆D10，一顆代表十位數，另一顆代表個位數來判定。
而在其他系統可能只使用D6(GURPS、sword world之類)或是D10(黑暗世界、Uni system)，
也有只用D20進行一切判定的系統(Mutants & Masterminds、Paranoia XP)

## 外部連結
- HKTRPG線上擲骰工具 （页面存档备份，存于） （中文）
- 線上擲骰工具 （页面存档备份，存于） （英文）
- 擲骰概率計算工具 （页面存档备份，存于） （英文）